# Dennō Senshi Porygon
Dennō Senshi Porygon (でんのうせんしポリゴン Dennō Senshi Porigon, literalment "Soldat Computaritzat Porygon") és el trenta-sisè episodi de la primera temporada de l'anime Pokémon. Es va reproduir el 6 de desembre de 1997 al Japó i no s'ha tornat a emetre des de llavors. A l'episodi, Ash i els seus amics noten que el sistema que transfereix Poké Ball des d'un Centre Pokémon a un altre no funciona correctament.
L'episodi és famós pel fet que presenta certes seqüències amb alternació de flaixos rojos i blaus, els quals van causar atacs epil·lèptics a diversos teleespectadors. Sis-centes vuitanta-cinc persones van haver d'anar a l'hospital i dues d'elles van acabar hospitalitzades més de dues setmanes. Després d'aquest fet, l'episodi es va censurar a tot el món i la sèrie va trigar quatre mesos a tornar a emetre's. Des de llavors, l'episodi ha estat parodiat i referenciat culturalment, a sèries com South Park i Els Simpson.